# Rio Sordo
O rio Sordo é um rio português afluente da margem direita do rio Corgo, que, por sua vez, é afluente da margem direita do rio Douro.
Nasce na Serra do Marão, passa por Arrabães e desagua no rio Corgo.
O seu nome deve-se facto de o rio ser subterrâneo durante cerca de 500 metros. Este fenómeno natural, porém, desapareceu em parte devido à construção da barragem de Sordo, que abastece a vizinha cidade de Vila Real.